# Jurski Vrh
Jurski Vrh is een plaats in Slovenië en maakt deel uit van de gemeente Kungota in de NUTS-3-regio Podravska. De plaats telde 105 inwoners op 1 januari 2020.